# 建設大臣
建設大臣（けんせつだいじん、英: Minister of Construction）は、かつて日本の建設省の長および主任の大臣であった国務大臣である。日本語略称は建設相（けんせつしょう）。
膨大な公共事業を取り仕切ることから利権ポストの代表格ともいわれた。
前身は建設院総裁で、同様に国務大臣をもって充てられていた。1948年7月に建設省昇格に伴い設置され、2001年1月中央省庁再編に伴う、国土交通省への統合により、廃止された。後身は国土交通大臣。中村喜四郎が第50回衆議院議員総選挙に出馬せず引退したため現職議員で建設大臣経験者はいなくなった。

## 歴代の建設大臣
| 代       | 氏名             | 内閣                       | 在任期間                         | 兼務等                                                                           |
| 建設大臣 | 建設大臣         | 建設大臣                   | 建設大臣                         | 建設大臣                                                                         |
| -------- | ---------------- | -------------------------- | -------------------------------- | -------------------------------------------------------------------------------- |
| 1        | 一松定吉         | 芦田内閣                   | 1948年07月10日 - 1948年10月15日  |                                                                                  |
| -        | 吉田茂           | 第2次吉田内閣              | 1948年10月15日 - 1948年10月19日  | 内閣総理大臣による臨時代理                                                       |
| 2        | 益谷秀次         | 第2次吉田内閣              | 1948年10月19日 - 1949年02月16日  |                                                                                  |
| 3        | 益谷秀次         | 第3次吉田内閣              | 1949年02月16日 - 1950年05月06日  |                                                                                  |
| 4        | 増田甲子七       | 第3次吉田内閣              | 1950年5月6日 - 1950年6月28日     | 北海道開発庁長官（1950年6月1日以降）                                             |
| 4        | 増田甲子七       | 第3次吉田第1次改造内閣     | 1950年06月028日 - 1951年06月07日 | 北海道開発庁長官 賠償庁長官                                                      |
| 5        | 周東英雄         | 第3次吉田第1次改造内閣     | 1951年06月07日 - 1951年07月04日  | 北海道開発庁長官 賠償庁長官                                                      |
| 6        | 野田卯一         | 第3次吉田第2次改造内閣     | 1951年07月04日 - 1951年12月26日  | 北海道開発庁長官、首都建設委員会委員長                                           |
| 6        | 野田卯一         | 第3次吉田第3次改造内閣     | 1951年12月26日 - 1952年10月30日  | 行政管理庁長官、北海道開発庁長官、首都建設委員会委員長                           |
| 7        | 佐藤栄作         | 第4次吉田内閣              | 1952年10月30日 - 1953年02月10日  | 北海道開発庁長官                                                                 |
| 8        | 戸塚九一郎       | 第4次吉田内閣              | 1953年02月10日 - 1953年05月21日  | 労働大臣、北海道開発庁長官                                                       |
| 9        | 戸塚九一郎       | 第5次吉田内閣              | 1953年05月21日 - 1954年06月16日  | 北海道開発庁長官（1954年1月14日まで）                                            |
| 10       | 小澤佐重喜       | 第5次吉田内閣              | 1954年06月16日 - 1954年12月10日  |                                                                                  |
| 11       | 竹山祐太郎       | 第1次鳩山一郎内閣          | 1954年12月10日 - 1955年03月19日  |                                                                                  |
| 12       | 竹山祐太郎       | 第2次鳩山一郎内閣          | 1955年03月19日 - 1955年11月22日  |                                                                                  |
| 13       | 馬場元治         | 第3次鳩山一郎内閣          | 1955年11月22日 - 1956年12月23日  | 首都圏整備委員会委員長（1956年6月9日以降）                                       |
| -        | 石橋湛山         | 石橋内閣                   | 1956年12月23日                   | 内閣総理大臣による臨時代理                                                       |
| 14       | 南條徳男         | 石橋内閣                   | 1956年12月23日 - 1957年02月25日  | 首都圏整備委員会委員長                                                           |
| 15       | 南條徳男         | 第1次岸内閣                | 1957年02月25日 - 1957年07月10日  | 首都圏整備委員会委員長                                                           |
| 16       | 根本龍太郎       | 第1次岸改造内閣            | 1957年07月10日 - 1958年06月12日  | 首都圏整備委員会委員長                                                           |
| 17       | 遠藤三郎         | 第2次岸内閣                | 1958年06月12日 - 1959年06月18日  | 首都圏整備委員会委員長                                                           |
| 18       | 村上勇           | 第2次岸改造内閣            | 1959年06月18日 - 1960年07月19日  | 首都圏整備委員会委員長                                                           |
| 19       | 橋本登美三郎     | 第1次池田内閣              | 1960年07月19日 - 1960年12月08日  | 首都圏整備委員会委員長                                                           |
| 20       | 中村梅吉         | 第2次池田内閣              | 1960年12月08日 - 1961年07月18日  | 首都圏整備委員会委員長                                                           |
| 20       | 中村梅吉         | 第2次池田第1次改造内閣     | 1961年07月18日 - 1962年07月18日  | 首都圏整備委員会委員長                                                           |
| 21       | 河野一郎         | 第2次池田第2次改造内閣     | 1962年07月18日 - 1963年07月18日  | 首都圏整備委員会委員長（1962年11月2日以降） 近畿圏整備長官（1963年7月10日以降）  |
| 21       | 河野一郎         | 第2次池田第3次改造内閣     | 1963年07月18日 - 1963年12月09日  | 近畿圏整備長官、首都圏整備委員会委員長                                           |
| 22       | 河野一郎         | 第3次池田内閣              | 1963年12月09日 - 1964年07月18日  | 近畿圏整備長官、首都圏整備委員会委員長                                           |
| 23       | 小山長規         | 第3次池田改造内閣          | 1964年07月18日 - 1964年11月09日  | 近畿圏整備長官、首都圏整備委員会委員長                                           |
| 24       | 小山長規         | 第1次佐藤内閣              | 1964年11月09日 - 1965年06月03日  | 近畿圏整備長官、首都圏整備委員会委員長                                           |
| 25       | 瀬戸山三男       | 第1次佐藤第1次改造内閣     | 1965年06月03日 - 1966年08月01日  | 近畿圏整備長官、首都圏整備委員会委員長 中部圏開発整備長官（1966年7月1日以降）    |
| 26       | 橋本登美三郎     | 第1次佐藤第2次改造内閣     | 1966年08月01日 - 1966年12月03日  | 近畿圏整備長官、中部圏開発整備長官、首都圏整備委員会委員長                       |
| 27       | 西村英一         | 第1次佐藤第3次改造内閣     | 1966年12月03日 - 1967年02月17日  | 近畿圏整備長官、中部圏開発整備長官、首都圏整備委員会委員長                       |
| 28       | 西村英一         | 第2次佐藤内閣              | 1967年02月17日 - 1967年11月25日  | 近畿圏整備長官、中部圏開発整備長官、首都圏整備委員会委員長                       |
| 29       | 保利茂           | 第2次佐藤第1次改造内閣     | 1967年11月25日 - 1968年11月30日  | 近畿圏整備長官、中部圏開発整備長官、首都圏整備委員会委員長                       |
| 30       | 坪川信三         | 第2次佐藤第2次改造内閣     | 1968年11月30日 - 1970年01月14日  | 近畿圏整備長官、中部圏開発整備長官、首都圏整備委員会委員長                       |
| 31       | 根本龍太郎       | 第3次佐藤内閣              | 1970年01月14日 - 1971年07月05日  | 近畿圏整備長官、中部圏開発整備長官、首都圏整備委員会委員長                       |
| 32       | 西村英一         | 第3次佐藤改造内閣          | 1971年07月05日 - 1972年07月07日  | 近畿圏整備長官、中部圏開発整備長官、首都圏整備委員会委員長                       |
| 33       | 木村武雄         | 第1次田中角栄内閣          | 1972年07月07日 - 1972年12月22日  | 国家公安委員会委員長、近畿圏整備長官、中部圏開発整備長官、首都圏整備委員会委員長 |
| 34       | 金丸信           | 第2次田中角栄内閣          | 1972年12月22日 - 1973年11月25日  | 近畿圏整備長官、中部圏開発整備長官、首都圏整備委員会委員長                       |
| 35       | 亀岡高夫         | 第2次田中角栄第1次改造内閣 | 1973年11月25日 - 1974年11月11日  | 近畿圏整備長官、中部圏開発整備長官、首都圏整備委員会委員長（1974年6月26日まで）  |
| 36       | 小澤辰男         | 第2次田中角栄第2次改造内閣 | 1974年11月11日 - 1974年12月09日  |                                                                                  |
| 37       | 仮谷忠男         | 三木内閣                   | 1974年12月09日 - 1976年01月15日  |                                                                                  |
| -        | 三木武夫         | 三木内閣                   | 1976年01月15日 - 1976年01月19日  | 内閣総理大臣による臨時代理                                                       |
| 38       | 竹下登           | 三木内閣                   | 1976年01月19日 - 1976年09月15日  |                                                                                  |
| 39       | 中馬辰猪         | 三木改造内閣               | 1976年09月15日 - 1976年12月24日  |                                                                                  |
| 40       | 長谷川四郎       | 福田赳夫内閣               | 1976年12月24日 - 1977年11月28日  |                                                                                  |
| 41       | 櫻内義雄         | 福田赳夫改造内閣           | 1977年11月28日 - 1978年12月07日  | 国土庁長官                                                                       |
| 42       | 渡海元三郎       | 第1次大平内閣              | 1978年12月07日 - 1979年11月09日  |                                                                                  |
| 43       | 渡辺栄一         | 第2次大平内閣              | 1979年11月09日 - 1980年07月17日  |                                                                                  |
| 44       | 斉藤滋与史       | 鈴木善幸内閣               | 1980年07月17日 - 1981年11月30日  |                                                                                  |
| 45       | 始関伊平         | 鈴木善幸改造内閣           | 1981年11月30日 - 1982年11月27日  |                                                                                  |
| 46       | 内海英男         | 第1次中曽根内閣            | 1982年11月27日 - 1983年12月27日  |                                                                                  |
| 47       | 水野清           | 第2次中曽根内閣            | 1983年12月27日 - 1984年11月01日  |                                                                                  |
| 48       | 木部佳昭         | 第2次中曽根第1次改造内閣   | 1984年11月01日 - 1985年12月28日  |                                                                                  |
| 49       | 江藤隆美         | 第2次中曽根第2次改造内閣   | 1985年12月28日 - 1986年07月22日  |                                                                                  |
| 50       | 天野光晴         | 第3次中曽根内閣            | 1986年07月22日 - 1987年11月06日  |                                                                                  |
| 51       | 越智伊平         | 竹下内閣                   | 1987年11月06日 - 1988年12月27日  |                                                                                  |
| 52       | 小此木彦三郎     | 竹下改造内閣               | 1988年12月27日 - 1989年06月02日  |                                                                                  |
| -        | 竹下登           | 竹下改造内閣               | 1989年06月02日 - 1989年06月03日  | 内閣総理大臣による臨時代理                                                       |
| 53       | 野田毅           | 宇野内閣                   | 1989年06月03日 - 1989年08月10日  |                                                                                  |
| 54       | 原田昇左右       | 第1次海部内閣              | 1989年08月10日 - 1990年02月28日  |                                                                                  |
| 55       | 綿貫民輔         | 第2次海部内閣              | 1990年02月28日 - 1990年12月29日  |                                                                                  |
| 56       | 大塚雄司         | 第2次海部改造内閣          | 1990年12月29日 - 1991年11月05日  |                                                                                  |
| 57       | 山崎拓           | 宮澤内閣                   | 1991年11月05日 - 1992年12月12日  |                                                                                  |
| 58       | 中村喜四郎       | 宮澤改造内閣               | 1992年12月12日 - 1993年08月09日  |                                                                                  |
| 59       | 五十嵐広三       | 細川内閣                   | 1993年08月09日 - 1994年04月28日  |                                                                                  |
| -        | 羽田孜           | 羽田内閣                   | 1994年04月28日                   | 内閣総理大臣による臨時代理                                                       |
| 60       | 森本晃司         | 羽田内閣                   | 1994年04月28日 - 1994年06月30日  |                                                                                  |
| 61       | 野坂浩賢         | 村山内閣                   | 1994年06月30日 - 1995年08月08日  |                                                                                  |
| 62       | 森喜朗           | 村山改造内閣               | 1995年08月08日 - 1996年01月11日  |                                                                                  |
| 63       | 中尾栄一         | 第1次橋本内閣              | 1996年01月11日 - 1996年11月07日  |                                                                                  |
| 64       | 亀井静香         | 第2次橋本内閣              | 1996年11月07日 - 1997年09月11日  |                                                                                  |
| 65       | 瓦力             | 第2次橋本改造内閣          | 1997年09月11日 - 1998年07月30日  |                                                                                  |
| 66       | 関谷勝嗣         | 小渕内閣                   | 1998年07月30日 - 1999年01月14日  |                                                                                  |
| 66       | 関谷勝嗣         | 小渕第1次改造内閣          | 1999年01月14日 - 1999年10月05日  |                                                                                  |
| 67       | 中山正暉         | 小渕第2次改造内閣          | 1999年10月05日 - 2000年04月05日  | 国土庁長官                                                                       |
| 68       | 中山正暉         | 第1次森内閣                | 2000年04月05日 - 2000年07月04日  | 国土庁長官                                                                       |
| 69       | 扇千景（林寛子） | 第2次森内閣                | 2000年07月04日 - 2000年12月05日  | 国土庁長官                                                                       |
| 69       | 扇千景（林寛子） | 第2次森改造内閣            | 2000年12月05日 - 2001年01月06日  | 運輸大臣、北海道開発庁長官、国土庁長官                                           |

- 辞令のある再任は代として数え、辞令のない留任は数えない。
- 臨時代理は空位の場合のみ記載し、海外出張等の一時不在代理は記載しない。
- 太字は後に内閣総理大臣となった人物。